# Jakob Wilhelm Hauer

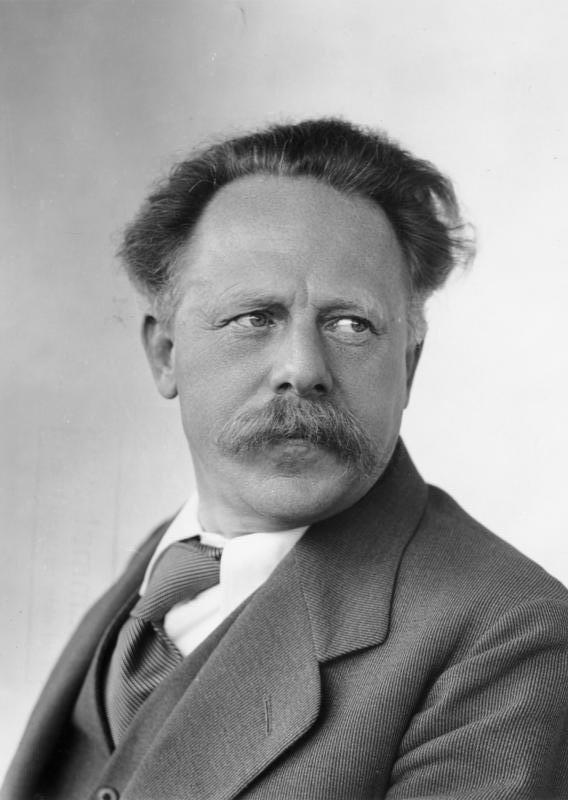
Jakob Wilhelm Hauer 1935

Jakob Wilhelm Hauer (* 4. April 1881 in Ditzingen; † 18. Februar 1962 in Tübingen) war ein deutscher Indologe und Religionswissenschaftler. Er lehrte an der Universität Tübingen als Ordinarius für Religionswissenschaften und Indologie. Hauer war Gründer des Jugendbundes Bund der Köngener sowie in der NS-Zeit Gründer der Deutschen Glaubensbewegung. In der Zeit des Nationalsozialismus war er spätestens seit 1934 Mitglied der SS und seit 1937 der NSDAP.

## Ausbildung und akademische Laufbahn
Hauer, der aus einem stark pietistisch geprägten Elternhaus stammte und zunächst Gipser im elterlichen Betrieb wurde, ließ sich zwischen 1900 und 1906 im Basler Missionshaus zum Missionar ausbilden und konnte zwischen 1907 und 1911 als Leiter einer höheren Schule in Indien erste Berufserfahrungen sammeln. Dabei kam er auch intensiv mit Hinduismus und Buddhismus in Kontakt.
Nach seiner Rückkehr begann er in Tübingen klassische Sprachen, das Sanskrit, Philosophie und Religionsgeschichte zu studieren, ehe er nach Oxford ging, um dort sein Studium fortzusetzen. Hier wurde er kurz nach Ausbruch des Ersten Weltkriegs als Deutscher interniert, wurde aber von der deutschen Regierung bereits 1915 gegen einen Kriegsgefangenen ausgetauscht.
An der Universität Tübingen wurde er 1918 promoviert.
Von 1915 bis 1919 war Hauer im württembergischen Kirchendienst tätig; den Wunsch, Pfarrer zu werden, gab er jedoch auf. 1921 erfolgte seine Habilitation in Religionswissenschaften und Indologie an der Universität Tübingen. Ab 1925 war Hauer kurzzeitig außerordentlicher Professor in Marburg, ehe er 1927 nach Tübingen zurückkam, wo er bis 1945 als Ordinarius für Religionswissenschaften und Indologie lehrte.

## Religiöses und weltanschauliches Engagement
Hauer setzte sich zunächst für eine Neuorientierung der evangelischen Kirche ein und kritisierte deren aus seiner Sicht überholte Strukturen und lebensfeindliche Dogmatik. Das führte zunächst zum Engagement innerhalb der Kirche und in der ökumenischen Friedensbewegung. Ursprünglich stand er dem völkischen Nationalismus ablehnend gegenüber. In religiöser Hinsicht vertrat er vor 1933 „ausnehmend liberale“ Ansichten, die – so Horst Junginger – „eine gewisse Tendenz zum religiösen Sozialismus aufwiesen“. Bereits mit und im Bund der Köngener stand Hauer in einem „deutschvölkischen Diskurs“. Den Nonkonformismus unterstrich Hauer durch Kleidung und Lebensstil. In dem jugendlichen Umfeld der Köngener wurde ihm Respekt und Verehrung entgegengebracht; in konservativen Institutionen wie Kirche und Universität geriet er dadurch aber in die Rolle eines Außenseiters. Hauer entfernte sich zunehmend vom Christentum. Seine persönliche religiöse Entwicklung mündete in der „prophetischen Verkündigung einer neuen Religion“.

### Gründung mehrerer Bünde
Im Jahre 1920 begründete Hauer den Bund der Köngener, der seine Ursprünge in der traditionellen evangelischen Jugendpflege sowie in der Jugendbewegung hatte und sich vom Pietismus zu einem „freien Protestantismus“ entwickelte. Hauer leitete den Bund bis 1934. Der Köngener Bund wollte nach der Ernüchterung am Ende des Ersten Weltkriegs im Sinne einer erneuerten Wandervogel-Bewegung Richtung und Ziel geben. Er fand, von Aufbruchstimmung und jugendlicher Begeisterung getragen, zahlreiche Anhänger in ganz Deutschland; zu ihnen gehörten u. a. Hermann Hesse und Gerhard Gollwitzer. Hauer war Herausgeber der Zeitschriften Unser Weg (1920–1927) und Die kommende Gemeinde (1928–1933). Letztgenannte Zeitschrift stand Pate bei der Erweiterung des Bundes der Köngerner zum Freundeskreis der kommenden Gemeinde. Hauer setzte sich stets für asiatische Religionen ein und übernahm zu diesem Zweck 1927 den Vorsitz des von Rudolf Otto gegründeten Religiösen Menschheitsbunds. Dabei ging er davon aus, dass die jüdisch-christliche Religion dem germanischen Volk übergestülpt worden sei und dass es darum gehe, wieder zu den Wurzeln zurückzukehren, die in der indischen Religion zum Teil noch vorfindbar seien.

### Zeit des Nationalsozialismus und Deutsche Glaubensbewegung

Deutscher Glaube. Von Hauer herausgegebene Monatsschrift der Deutschen Glaubensbewegung, Heft November 1934

Nach der „Machtergreifung“ 1933 erfolgte bei Hauer, der noch im Frühjahr 1933 gegen eine Ehrenpromotion Hitlers votiert hatte, ein „außerordentlich rascher Sinneswandel“ im Verhältnis zur nationalsozialistischen Ideologie. Dem Theologen Karl Rennstich zufolge war Hauer ein „zutiefst unpolitischer Mensch“, der von den Nationalsozialisten zunächst für ihre politischen Zwecke benutzt wurde, jedoch seinerseits deren Machtergreifung als Chance betrachtet habe, Unterstützung für seine wissenschaftlichen und philosophischen Anliegen zu finden.
Im Mai 1933 trat Hauer Alfred Rosenbergs völkisch gesinntem, antisemitischem Kampfbund für deutsche Kultur bei. Im Dezember 1933 wurde er förderndes Mitglied der Hitlerjugend. Hauer wurde später auch Mitglied des NS-Lehrerbundes und des NS-Dozentenbundes. Ebenso arbeitete er im Rassenpolitischen Amt der NSDAP mit. Hauers Privatsekretär war ab 1933 Paul Zapp, der von Hauer inspiriert und protegiert in den Sicherheitsdienst der NSDAP (SD) eingeführt wurde und nach Kriegsbeginn als Anführer des Sonderkommandos 11a den Massenmord an ukrainischen Zivilisten befehligte.
Hauer wurde im Juni 1934 bzw. im August 1934 von Heinrich Himmler und Reinhard Heydrich persönlich in die SS (SS-Nummer 107.179; Eintrittsdatum laut SS-Ausweis: 15. August 1934) und in den Sicherheitsdienst aufgenommen. Im selben Jahr setzte der SD Hauer als Spitzel auf Martin Buber an. Im SD wurde er am 20. April 1938 zum SS-Untersturmführer, am 20. Januar 1941 zum SS-Obersturmführer und am 20. April 1941 zum SS-Hauptsturmführer befördert. Nach Aufhebung der Aufnahmesperre beantragte er am 30. August 1937 die Aufnahme in die NSDAP und wurde rückwirkend zum 1. Mai desselben Jahres aufgenommen (Mitgliedsnummer 5.456.965).
Hauer arbeitete auch für die Forschungsgemeinschaft Deutsches Ahnenerbe, welche der SS angegliedert war. 1938 erhielt Hauer vom Ahnenerbe den Auftrag, eine „Stoffsammlung aus der germanisch-deutschen Glaubensgeschichte für den weltanschaulichen Unterricht in Schulen“ zu erstellen, welches jedoch nicht abgeschlossen wurde. Im Planungsstadium stecken blieb auch einer der größten „Kriegseinsätze“ des Ahnenerbes, welchen Hauer zusammen mit Walther Wüst entwarf, der sogenannte Indogermanisteneinsatz. Dieses NS-Projekt war im Zweiten Weltkrieg Teil der Aktion Ritterbusch. Hauer war innerhalb des Projekts Leiter der Gruppe Lebensmächte und Wesen des Indogermanentums.
Am 30. Juli 1933 führte Hauer in Eisenach eine Reihe freireligiöser und „völkisch-deutschgläubiger“ Gruppen zur Deutschen Glaubensbewegung zusammen. Diese Gruppe, die Hauer zusammen mit Ernst Graf zu Reventlow leitete, hatte bis 1935 stets die Hoffnung, neben den Deutschen Christen vom NS-Staat als offizielle nichtchristliche Glaubensgemeinschaft akzeptiert zu werden. Mitglied durfte nur werden, wer nicht Mitglied einer anderen Religionsgemeinschaft war. Allerdings führten schnell interne Austritte wie auch ab 1935 eine veränderte NS-Kirchenpolitik dazu, dass zunächst Reventlow und nach ihm im April 1936 auch Hauer die Bewegung verließen. Die Zeitschrift Deutscher Glaube, die Organ der Deutschen Glaubensbewegung war, wurde allerdings von Hauer ab 1936 unter dem neuen Titel Zeitschrift für arteigene Lebensgestaltung weiter herausgegeben.
Fast alle Publikationen nach 1933 dienten dem Versuch, die deutschgläubige Religion in die geistesgeschichtliche Tradition des Indogermanentums einzuordnen, um ihr eine wissenschaftliche Grundlage zu geben. 1938 publizierte er erstmals das Buch Glaube und Blut.
Den württembergischen Kultusminister Christian Mergenthaler unterstützte Hauer bei seiner antikirchlichen Hochschulpolitik und bei dem Versuch der Zurückdrängung der theologischen Fakultäten, die er für seine eigene Zwecke zu nutzen wusste. Sein ursprünglicher Lehrauftrag Indologie und Allgemeine Religionsgeschichte wurde um Arische Weltanschauung erweitert. Für ihn wurde eigens ein Arisches Seminar eingerichtet, zu dessen Direktor er ernannt wurde. Verbunden war dies mit einer Ausweitung der zur Verfügung stehenden Forschungsmittel und mit zusätzlichem Personal, zum Teil auf umgewidmeten theologischen Lehrstellen. Das Arische Seminar erhielt den Auftrag, Unterrichtsmaterialien für den in Württemberg geplanten Weltanschauungsunterricht zu erarbeiten. Hierzu gehörte die Erstellung von Schul- und Textbüchern sowie die Ausbildung der dafür benötigten Lehrer. In diesem Zusammenhang prüfte Hauer auch Studenten für das Lehramt an höheren Schulen in nationalsozialistischer Weltanschauung.
Für die englische Presse war Hauer der „Prophet der Deutschen Glaubensbewegung“. Der Korrespondent der Times wunderte sich über einen Auftritt Hauers am 26. April 1935 im Berliner Sportpalast, wo dieser
„mit größerer Vorsicht als erwartet sprach. Er hielt sich mit seinen Attacken auf die Evangelien zurück, vermied jegliche Anspielungen auf die Person Jesus Christus und deutete nur vage die Bewegung einer einheitlichen Nationalkirche an. Herrn Hitler erwähnte er mit keinem Wort, und er umschiffte weiträumig die Jüdische Frage. Immer wieder bekundete er seine Gleichgültigkeit gegenüber christlichen Glaubensgemeinschaften und meinte, wer immer noch so fehlgeleitet sei, sich als Christ zu fühlen, solle in seinem eigenen Saft schmoren.“

#### Konflikte zwischen Hauer und den Nationalsozialisten
Innerhalb von NSDAP und SS stieß Hauer an führender Stelle auf Ablehnung. Heinrich Himmler, Baldur von Schirach, Alfred Rosenberg und Reinhard Heydrich distanzierten sich nach z. T. anfänglicher Bereitschaft, Hauer und die DG gegen die christlichen Kirchen zu instrumentalisieren, von ihm. Die Münchener NSDAP bezeichnete ihn als „selbsternannten Propheten“, den die Partei nicht brauche.
Ab 1935 verstärkten sich die Spannungen zwischen dem Führungskreis der DG um Hauer und den Nationalsozialisten. Der Führungswechsel in der DG (Hauers Vertrauter und Leiter der Landesgemeinde Berlin, Fritz Gericke, trat im Juli 1935 zurück, Hauer trat im März 1936 zurück und kurz darauf aus der DG aus, auch Reventlow trat zurück und verließ die DG) sei Ergebnis von Bestrebungen nationalsozialistischer Mitglieder der DG gewesen, der DG ihren Willen „mit allen Mitteln aufzudrücken“. Eine in der DG aktive Gruppe von Nationalsozialisten habe die DG zum verlängerten Arm der SS im Kampf gegen die christlichen Kirchen machen wollen. Entweder Himmler und Heydrich oder nachgeordnete Stellen von SS und SD hätten hinter den Rücktrittsforderungen gegen Hauer gestanden. NS-nahe Kritiker warfen Hauer u. a. vor, die Konfrontation mit den christlichen Kirchen im „adligen Ton“ zu führen. Es sei jedoch eine härtere Form der Konfrontation gegen den „Hauptfeind“ in Rom erforderlich. Die DG habe in dieser Frage „Vortrupp“ der NSDAP zu sein. Hauer und sein Vertrauter Fritz Gericke hätten diese Anforderung nicht erfüllt.

### Verfolgung der Anthroposophie
Bereits Anfang der 1920er Jahre beschäftigte sich Hauer kritisch mit der Anthroposophie. In einem Beitrag in der Zeitschrift Die Tat veröffentlichte er erstmals eine Stellungnahme zu diesem Thema 1923 veröffentlichte er vier Vorträge in einem Buch mit dem Titel Wesen und Werden der Anthroposophie. die er im Oktober 1921 in Stuttgart gehalten hatte. Hauer sah die anthroposophische Bewegung zwar als geistesverwandte Bewegung, die eine Antwort auf die geistigen Probleme der Gegenwart und der geistigen Verödung durch das Industriezeitalter geben könne. Kritisch sah er jedoch ihren „Rationalismus“, weil der Anspruch erhoben werde, Wissenschaft im Bereich des Religiösen zu sein. Hauer sah die Notwendigkeit einer Entscheidung, ob die Anthroposophie Religion oder Wissenschaft von der Religion sein solle. Im Gegensatz zu zeitgenössischen christlichen Kritikern trug Hauer seine Kritik in maßvollen Worten vor. Mehr als zehn Jahre lang beschäftigte sich Hauer jedoch nicht mehr mit der Anthroposophie. In den 1930er Jahren nahm er den Kampf gegen die Anthroposophie wieder auf. Der Kampf steigerte sich laut Junginger zur „Irrationalität des Hasses“. 1935 trug er mit einem Gutachten entscheidend zum Verbot der Anthroposophischen Gesellschaft bei. Den Anthroposophen Walter Johannes Stein denunzierte er als Juden.
Nach dem England-Flug von Rudolf Heß im Mai 1941 brachte er sich in drei Briefen an Heinrich Himmler selbst als Experten und wissenschaftlich anerkannten Mitarbeiter des SD neu ins Spiel und gab vor, schon seit längerem den (angeblichen) verhängnisvollen Einfluss von Anthroposophen auf Heß zu kennen. Heß sei ein Opfer der Anthroposophie geworden. Bei der Anthroposophie handle es sich um eine „Gefährdung des deutschen Volkes im allerschlimmsten Sinne“. Er verwies auf den jüdischen Einfluss auf die Anthroposophie und behauptete, die Anthroposophie sei eine „besonders gefährliche Form des Weltjudentums“. Daraufhin wurde Hauer von Heydrich Ende Mai 1941 zu einem Treffen nach Berlin gebeten, um das geheimpolizeiliche Vorgehen vorzubereiten. Heydrich bekundete besonderes Interesse an Mitgliedslisten, Adressenverzeichnissen und Korrespondenzen. Am 6. Juni hielt Hauer einen Vortrag über den Okkultismus der Anthroposophie und besonders der Christengemeinschaft bei einem Treffen der württembergischen Gauschulungsleiter. Dort erfuhr er von dem Gerücht, die Christengemeinschaft solle von einer Verfolgung ausgeschlossen werden. Am Tag darauf wandte er sich an das Reichssicherheitshauptamt und Albert Hartl und bat darum, die Christengemeinschaft auf keinen Fall unangetastet zu lassen. Ab dem 9. Juni 1941 startete eine „Aktion gegen Geheimlehren und Geheimwissenschaften“. Im Zuge dieser Aktion kam es zu zahlreichen Verhaftungen und Beschlagnahmungen, die sich besonders gegen Pfarrer der Christengemeinschaft richteten. So wurden der „Erzoberlenker“ Emil Bock sowie weitere Personen in das SS-Schutzhaftlager Welzheim verbracht. Die bei dieser Aktion beschlagnahmten Bücher und Manuskripte wurden dem „Arischen Seminar“ Hauers zur wissenschaftlichen Auswertung übergeben.

„Wir müssen der Anthroposophie auch in ihren letzten Ausläufern ein Ende bereiten, denn sie wird immer wieder neu zur Gefahr werden.“

### Antisemitismus
Laut Junginger war Hauers Verhältnis zum „Problem der Judenfrage“ von „tiefer Zweideutigkeit“ geprägt. Bereits lange vor der Machtergreifung der Nationalsozialisten habe Hauer die Vorstellung entwickelt, „daß die Universitäten wie auch die Literatur, die Kunst usw. an einem Übermaß an Juden litten und daß eine ‚Reinigung des deutschen Volkes vom jüdischen Element‘ dringend geboten sei.“ So versuchte Hauer aus diesem Grund 1929 die Berufung des zwar christlich getauften, aber als jüdisch geltenden Althistorikers Richard Laqueur an die Universität Tübingen zu verhindern.
Auf der einen Seite äußerte sich Hauer mehrmals, dass ihm die Einführung des Arierparagraphen zu einer „schweren Last“ geworden sei. In einer wirklich religiösen Gemeinschaft dürfe die Rassenzugehörigkeit eigentlich nicht im Vordergrund stehen. Auf der anderen Seite mussten die Mitglieder der Deutschen Glaubensbewegung die eidesstattliche Versicherung ablegen, frei „von jüdischem und farbigem Bluteinschlag“ zu sein. „Bei den Köngenern“, so Hauer 1935, „hätte es nie so etwas wie einen Arierparagraphen gegeben, freilich auch nicht geben brauchen, weil Juden sich dort nicht wohl gefühlt hätten und von sich aus wieder gegangen seien.“
Die Doppelbödigkeit Hauers, dass einerseits religiöser Maßstab im Prinzip für alle, im konkreten Fall jedoch für Juden nicht gelten soll, benannte der Historiker Junginger als „ambivalente Sichtweise“, die „kaum anders als heuchlerisch“ zu benennen sei. Sein Fazit: „Hauer hat die Doppelzüngigkeit seiner Argumentation von einer Verbundenheit mit den Juden in der Sphäre des Religiösen bei ihrem gleichzeitigen Ausschluß aus dem wirklichen Leben nicht wahrgenommen.“
Hauer zeigte wiederholt „antisemitisches Verhalten“. Er agierte 1935 gegen die indologische Tätigkeit seines jüdischen Kollegen Otto Strauß. In einem Memorandum vom 4. März 1935 an das Reichserziehungsministerium verlangte Hauer, die „Universitäten nach rassischen Kriterien umzustellen“. Während der nationalsozialistischen Zeit legte Hauer seinen Vornamen Jakob ab, der einen jüdisch-christlichen Ursprung hat.
Im Auftrag des SD beobachtete Hauer neben Martin Buber auch Albert Schweitzer. Buber, der von Hauers geheimdienstlichen Aktivitäten nichts wusste, half ihm nach Kriegsende mit einem sogenannten Persilschein bei der Entnazifizierung.

## Nachkriegszeit
Nach Kriegsende wurde Hauer zunächst ohne Bezüge seiner Professur enthoben und im Mai 1945 bis August 1947 von der französischen Besatzungsmacht interniert. Im Juli 1949 wurde Hauer von der Universitätsspruchkammer zur Entnazifizierung Tübingen als Mitläufer eingestuft. Gleichzeitig wurde er in den Ruhestand versetzt, unter Gewährung der gesetzlichen Pension.

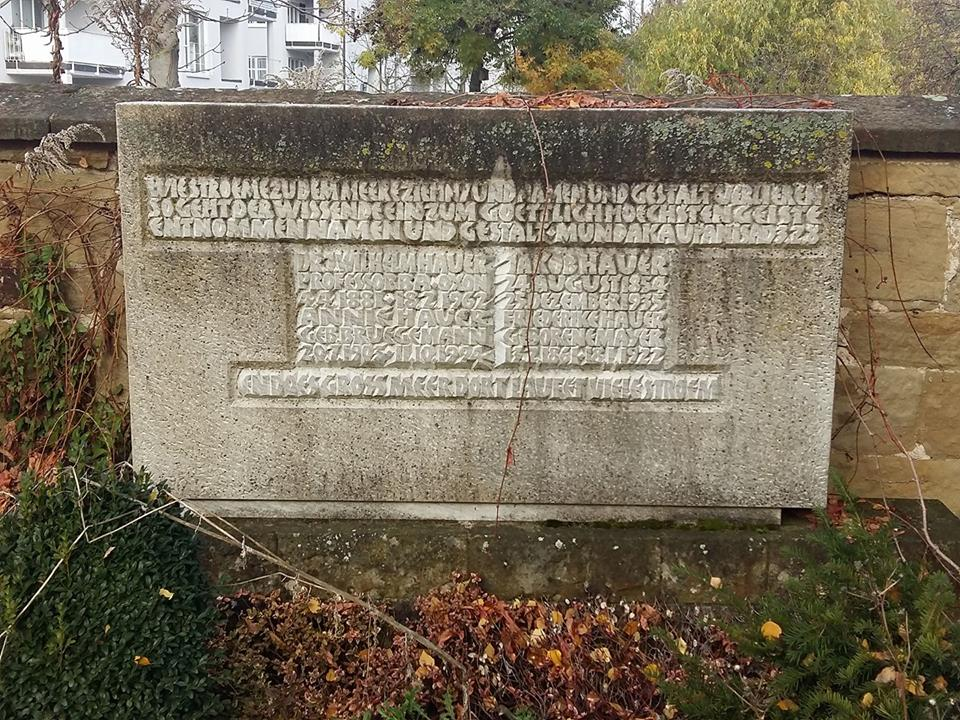
Grabmal Hauers auf dem Friedhof in Ditzingen

Verschiedene Personen setzten sich für ihn ein, unter anderen Martin Buber, mit dem er seit Ende der 1920er-Jahre bekannt und freundschaftlich verbunden war. 1934 war Hauer auf der Tagung in Ascona vom Sicherheitsdienst der SS als Spitzel auf Buber angesetzt worden. In Unkenntnis dieser Spitzeltätigkeit erstellte Buber nach dem Krieg ein positives Gutachten über Hauer und bescheinigte ihm unter anderem Bemühen um den Entwurf einer „menschlich tragbare[n] Lösung“ der Judenfrage, wofür sich Hauer in einem den „Tiefenblick“ Bubers anerkennenden Schreiben bedankte. Auch sein früherer Schüler und Doktorand, der rechtsextremistische Verleger Herbert Grabert, und sein „Verband der nichtamtierenden (amtsverdrängten) Hochschullehrer“ forderten Hauers Rehabilitierung und Rückkehr an die Universität.
In Bezug auf seine religiösen Aktivitäten fand Hauer im Umfeld der Deutschen Unitarier Religionsgemeinschaft ein neues Betätigungsfeld. 1950 gründete er zusammen mit Lothar Stengel-von Rutkowski die „Arbeitsgemeinschaft für freie Religionsforschung und Philosophie“. Zu den ersten Mitarbeitern zählten Nationalsozialisten wie Friedrich Berger, Bernhard Kummer, Hans Grunsky und Erich Keller. Am 4. April 1956 wurde zu Hauers 75. Geburtstag die „Freie Akademie“ gegründet. Nach Hauers Tod 1962 übernahm Stengel-von Rutkowski den Vorsitz der Akademie.

## Publikationen
- 1922: Die Anfänge der Yogapraxis im alten Indien
- 1923: Die Religionen. Ihr Werden, ihr Sinn, ihre Wahrheit. Erstes Buch: Das religiöse Erlebnis auf den unteren Stufen. Kohlhammer, Stuttgart 1923.
- 1923: Werden und Wesen der Anthroposophie. Eine Wertung und eine Kritik. 4 Vorträge. Kohlhammer, Stuttgart 1923.
- 1932:  Der Yoga als Heilweg
- 1934: Deutsche Gottschau
- 1934: Was will die Deutsche Glaubensbewegung?
- 1937: Glaubensgeschichte der Indogermanen
- 1940: Religion und Rasse. In: Robert Wetzel / Hermann Hoffmann (Hrsg.): Wissenschaftliche Akademie Tübingen des NSD.-Dozentenbundes, Band 1: 1937, 1938, 1939, Tübingen: Mohr 1940, S. 177–225.
- 1941: Glaube und Blut
- 1941: Religion und Rasse
- 1943: Schrift der Götter. Vom Ursprung der Runen. Neuauflage: Orion-Heimreiter-Verlag, Kiel 2004, ISBN 3-89093-028-X
- 1950: Die Krise der Religion und ihre Überwindung
- 1952: Glauben und Wissen